# آودی مورفی
آودی مورفی (انگلیسی: Audie Murphy; ۲۰ ژوئن ۱۹۲۵ – ۲۸ مهٔ ۱۹۷۱) یک فرد نظامی اهل ایالات متحده آمریکا بود. وی همچنین برنده جوایزی همچون نشان افتخار (آمریکا) و پرپل هارت شده‌است.

## بازیگری

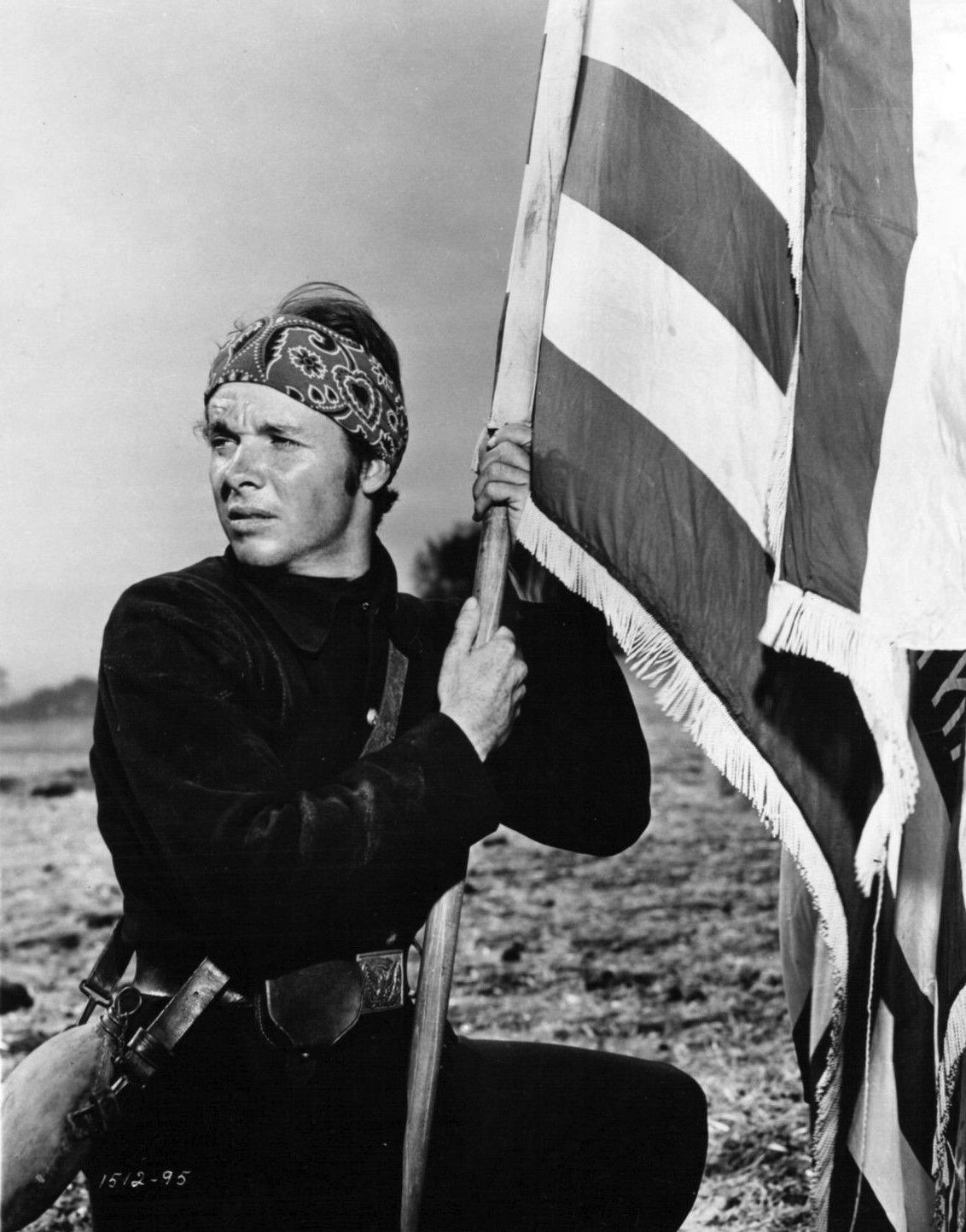
آودی مورفی در سال 1951

در سال ۱۹۴۵ جیمز کاگنی با دیدن شماره شانزدهم ژوئیه ۱۹۴۵ مجله لایف در مورد اودی مورفی که از او به عنوان پرافتخارترین سرباز یاد شده بود وی را به هالیوود دعوت کرد. از سال ۱۹۴۸ تا ۱۹۶۹ مورفی در بیش از ۴۰ فیلم سینمایی و یک مجموعه تلویزیونی نقش ایفا کرد.